# MKEK T-40附加型榴彈發射器
MKEK T-40是一款由土耳其國有工業製造公司機械與化學工業有限公司為配合其仿製的HK G3戰鬥步槍／HK33E突击步枪而研製和生產的單發下掛式榴弹发射器，亦是土耳其军队的制式下掛式榴彈發射器，發射40×46毫米低速榴彈。它除了可以下掛於步槍的下護木，也可通過增加手槍握把及槍托配件改裝成一具獨立的肩射型榴彈發射器武器系統。

## 設計細節
作為下掛式榴弹发射器，T-40可裝在搭配於其以上的HK G3戰鬥步槍／HK33E突击步枪的護木下方使用，裝上後者的型號為T-40 HK33E Bombaatar。另一方面，也可裝上手槍握把及槍托等組件組成的擴展機匣改裝成肩射型榴彈發射器以獨立使用。
由於T-40是以M203為藍本，因此T-40亦與M203一樣下掛於護木下方，下掛時需要取代原來步槍上的下護木。其扳機裝在步槍彈匣前方，發射時需要以彈匣充當握把。其主體結構分為裝填彈藥的滑動槍管及後方的擊發結構。裝填彈藥的方式為槍管滑動式，需先按下槍管套後端的鎖鈕並且讓槍管滑動以解鎖，便可從槍管後方裝填彈藥。由於採用槍管滑動式，因而雖然可讓榴彈發射器給左右兩手使用，但亦因而不可在必要時使用更長的彈藥。一旦讓槍管回復原位，撞針便會後退以進入待發模式，完成射擊準備。之後有如HK79般按下機匣左側中間、槍管上方的扣押式板機桿，即可發射榴彈。其附屬瞄準具置於槍管右側，此瞄準器可將射程設定在50、100、150、200、250、300、350米。

## 使用國
- 土耳其
  - 土耳其军队

## 外部連結
- （英文）—MKEK - Mechanical and Chemical Industry Company—T-40 GRENADE LAUNCHER (H&K-33E)
- （英文）—Weaponsystems.net—T-40 （页面存档备份，存于）